# Guillaume Bonnafond
Guillaume Bonnafond (Valença, 23 de juny de 1987) és un ciclista francès. És professional des de 2009, quan va debutar amb l'equip francès AG2R-La Mondiale. Actualment milita al Cofidis.

## Palmarès
- 2008
  - 1r a la Ronda de l'Isard d'Arieja, i vencedor d'una etapa
  - 1r al Tour del País de Savoia, i vencedor de 2 etapes

### Resultats al Giro d'Itàlia
- 2009. 87è de la classificació general
- 2010. Abandona (6a etapa)
- 2012. 90è de la classificació general
- 2013. 107è de la classificació general
- 2016. 54è de la classificació general

### Resultats a la Volta a Espanya
- 2010. 58è de la classificació general
- 2011. 26è de la classificació general
- 2017. 88è de la classificació general